# The Strumbellas
The Strumbellas is een Canadese indiepopband.

## Biografie
Het zestal leerde elkaar kennen in 2008. In 2009 kwam hun eerste ep uit. Hierna volgden de albums My Father and the Hunter (2012), We Still Move on Dancefloors (2013) en Hope (2016). Met de debuutsingle van Hope, het nummer Spirits braken ze internationaal door.

## Discografie
| Single met hitnotering(en) in de Vlaamse Ultratop 50 | Datum van verschijnen | Datum van binnenkomst | Hoogste positie | Aantal weken | Opmerkingen |
| ---------------------------------------------------- | --------------------- | --------------------- | --------------- | ------------ | ----------- |
| Spirits                                              | 2016                  | 23-07-2016            | 4               | 14           |             |